# Vitulazio
Vitulazio ist eine italienische Gemeinde (comune) mit 7709 Einwohnern (Stand 31. Dezember 2024) in der Provinz Caserta in Kampanien. Die Gemeinde liegt etwa 13 Kilometer nordwestlich von Caserta am Südhang des Monte Tutuli und wird vom Fluss Agnena durchquert. Wenige Kilometer südlich der Gemeindegrenze fließt der Volturno.

## Geschichte
Das Gebiet war schon in der römischen Antike besiedelt. Ein Vicus Romanus (römischer Weiler) existierte hier seit dem 3. Jh. v. Chr. Die Geschichte ist mit der der benachbarten Gemeinde Capua verknüpft; im 10. Jh. wird Vitulacius als „Casale“ (Weiler oder Gehöft) von Capua genannt. Der Name des Ortes, lateinisch-mittelalterlichen Ursprungs, war bis 1882 Vitulaccio. 1806 machte Joseph Bonaparte sie zur selbständigen Gemeinde, 1883 änderte ein Königliches Dekret von Umberto I. den Namen zu Vitulazio. Seit 1861 hat sich die Einwohnerzahl verfünffacht. 

## Sehenswürdigkeiten
- Die Pfarrkirche Santa Maria dell'Agnena wurde 1774 bis 1803 erbaut. Die Ausstattung, überwiegend aus dem 19. Jahrhundert, enthält aber auch qualitätvolle Barockbilder aus einer Vorgängerkirche, die während des Baues der Pfarrkirche einstürzte.

- Der große Palazzo der Grafen Capece Galeota stammt aus den ersten Jahren des 19. Jahrhunderts, einstmals umgeben von einem ausgedehnten Park an der Peripherie des Ortes. An der Hauptallee des Palazzo Capece Galeota, ungefähr gleichzeitig mit diesem erbaut, liegt das Casino di caccia (die Jagdvilla) der Bourbonen.

- Aus den ersten Jahren des 20. Jahrhunderts stammt die Villa Rotondo, umgeben von einem italienischen Garten. Das Liberty-Gebäude blieb im amerikanischen Bombardement des Zweiten Weltkriegs unversehrt und beherbergte bis in die Fünfzigerjahre das Gemeindeamt. Dann war der Bau lange verlassen, die Zementflut der Neubauten (überwiegend Schwarzbauten) drohte auch den Park zu vernichten, bis die Gemeinde im Jahr 2005 in letzter Minute eine Bausperre für Villa und Park verhängte. Die Villa wurde restauriert und dient jetzt (2016) als Ort für Veranstaltungen und Hochzeiten.

## Wirtschaft
Vitulazio ist eine Agrarmeinde, auf dem überaus fruchtbaren Boden überwiegt der Obstanbau: Aprikosen, Wassermelonen, Honigmelonen, Kirschen, Erdbeeren, Khaki, Kiwi, Granatäpfel, Nektarinen, verschiedene Arten von Pfirsichen und Pflaumen, und als Frucht mit g. g. A die Melannurca campana IGP (Indicazione geografica protetta), eine lokale Apfelsorte, deren Früchte bis 500 Gramm schwer werden können. In der O. P. Giaccio (Organizzazione dei produttori, eine Art Kooperative) sind 90 Obstbauern organisiert.

## Verkehr
Durch das Gemeindegebiet führt die Autostrada A1 von Rom nach Neapel sowie die Staatsstraße 7 nach Süditalien. Bei Vitulazio gibt es einen kleinen Flugplatz (Aviosuperficie La Selva) für die Allgemeine Luftfahrt.

## Söhne und Töchter
- Pietro Lagnese (* 1961), römisch-katholischer Bischof von Caserta und Erzbischof von Capua